# Absolut Vodka
Absolut Vodka — бренд горілки, що виробляється в Охусі, Швеція. 
У березні 2008 року шведський уряд, що володів компанією Vin & Sprit, через аукціон продав 100 відсотків акцій цієї компанії французькій фірмі Pernod Ricard.

## Історія
Назва «Абсолют Водка», яку отримав абсолютно новий продукт в 1879 році, пішла частково від шведського напою «Абсолют Ренат Бренвін» (Absolut Renat Brännvin, абсолютно чисте «зварене» вино — назва, що говорила про спосіб його приготування шляхом перегону або «варіння» спиртовмісної маси) і з горілки.
Початкові концепції, розроблені маркетологами, намагалися підкреслити шведське коріння нової марки. За однією з них, горілку хотіли назвати «Горілкою шведських блондинів» з зображенням на етикетці вікінгів, які займаються розбоєм, а з іншого — «Горілкою царського двору» із зображенням графина, покритого інеєм. Пропонувалося навіть загорнути пляшку в папір. Однак жодна з ідей не давала належного уявлення про якість і походження горілки.
Рішення прийшло після того, як була обрана форма пляшки. Спеціаліст з реклами Гуннар Броман розглядав вітрину антикварного магазину в Стокгольмі і несподівано побачив там шведський аптечний бутель. Він був елегантним, нестандартним, простим в обрисах і дуже «шведським». Кільком дизайнерам доручили доопрацювати форму пляшки, після чого вирішили взагалі відмовитися від етикетки, щоб не закривати кришталево чистий вміст пляшки.
Сьогодні «Абсолют» є третьою за величиною торговою маркою алкогольних спиртних напоїв у світі після Bacardi і Smirnoff, які реалізуються в 126 країнах. Найбільшим експортним ринком є США, де в 2003 році було продано близько 73 млн літрів.
У 1979 році шведська державна компанія V&S Vin&Spirit AB почала масовий експорт високоякісної горілки, відзначивши таким чином сторіччя національного продукту під назвою Rent Brännvin.
2023 року, після повномасштабного вторгнення РФ до України, у компанії заявили про плани припинити експорт продукції до Росії.

## Сорти[4]

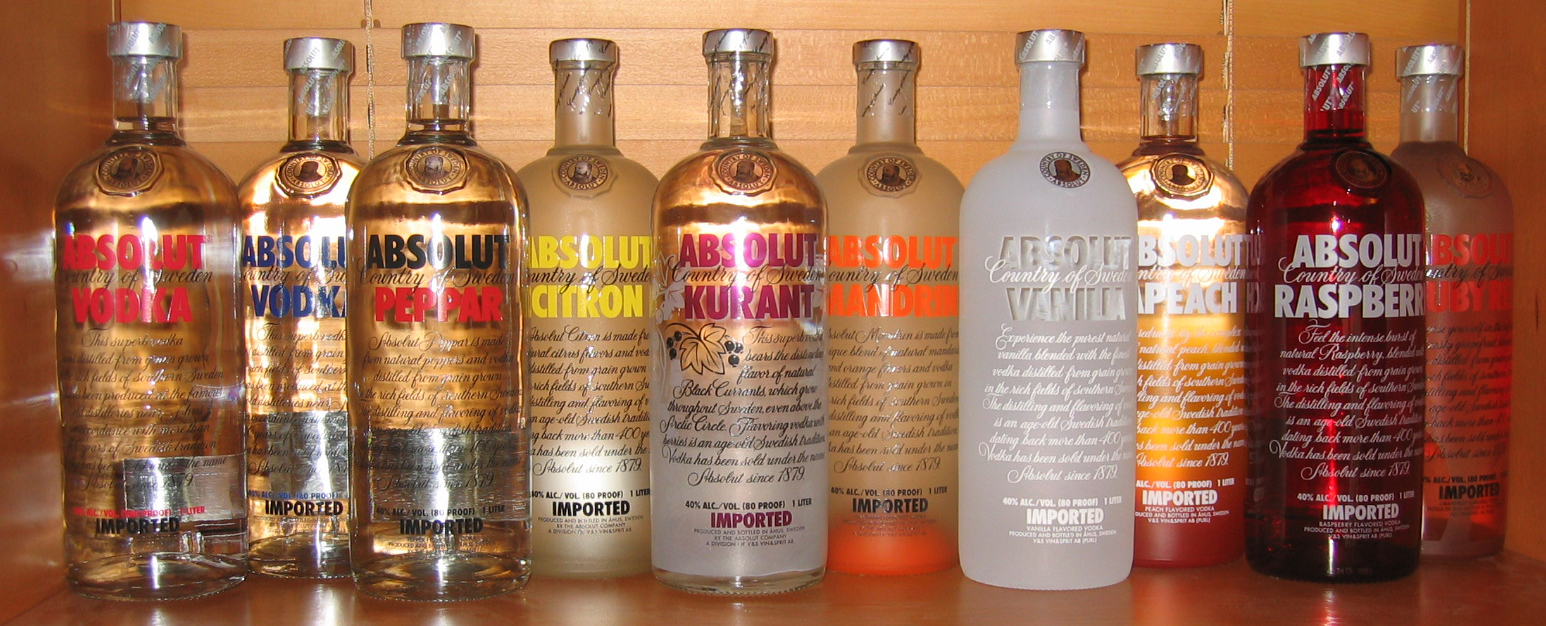
Кілька видів горілки Абсолют

- Absolut Vodka (Blue Label випускається з 1979, вміст алкоголю 40 %)
- Absolut Vodka (Red Label, вміст алкоголю 50 %) — виробництво зупинено
- Absolut Peppar (випускається з 1986 з ароматом перцю)
- Absolut Citron (випускається з 1988 із ароматом цитрусових фруктів)
- Absolut Kurant (випускається з 1992 з ароматом чорної смородини)
- Absolut Mandrin (випускається з 1999 з ароматом апельсина й мандарина)
- Absolut Vanilia (випускається з 2003 з ароматом ванілі)
- Absolut Raspberri (випускається з 2004 з ароматом малини)
- Absolut Peach (випускається з 2005 з ароматом персика)
- Absolut Ruby Red (випускається з 2006 з ароматом грейпфрута)
- Absolut Pears (випускається з 2007 з ароматом груші)
- Absolut Mango (випускається з 2008 з ароматом манго)
- Absolut Level (випускається з 2004) — проводиться у певних країнах
- Absolut 100 (випускається з 2007, вміст алкоголю 50 %)
- Absolut Berri Acai (випускається з 2010 з ароматом асаї (евтерпе))
- Absolut WILD TEA (black tea, elderflower flavor, випускається з 2010)
- Absolut ORIENT APPLE (імбирне яблуко, same taste as Absolut BROOKLYN and Absolut SVEA, випускається з 2011)
- Absolut GRAPEVINE white grape, dragon fruit & papaya flavor (випускається з 2011)
- Absolut Miami (випускається з 2012 з ароматом цитрусових)
- Absolut Cut (випускається з 2005, вміст алкоголю-7 %, з чотирма різними ароматами) — виробляється в Канаді з 2005 року і в Австралії з 2006

### Особливі сорти

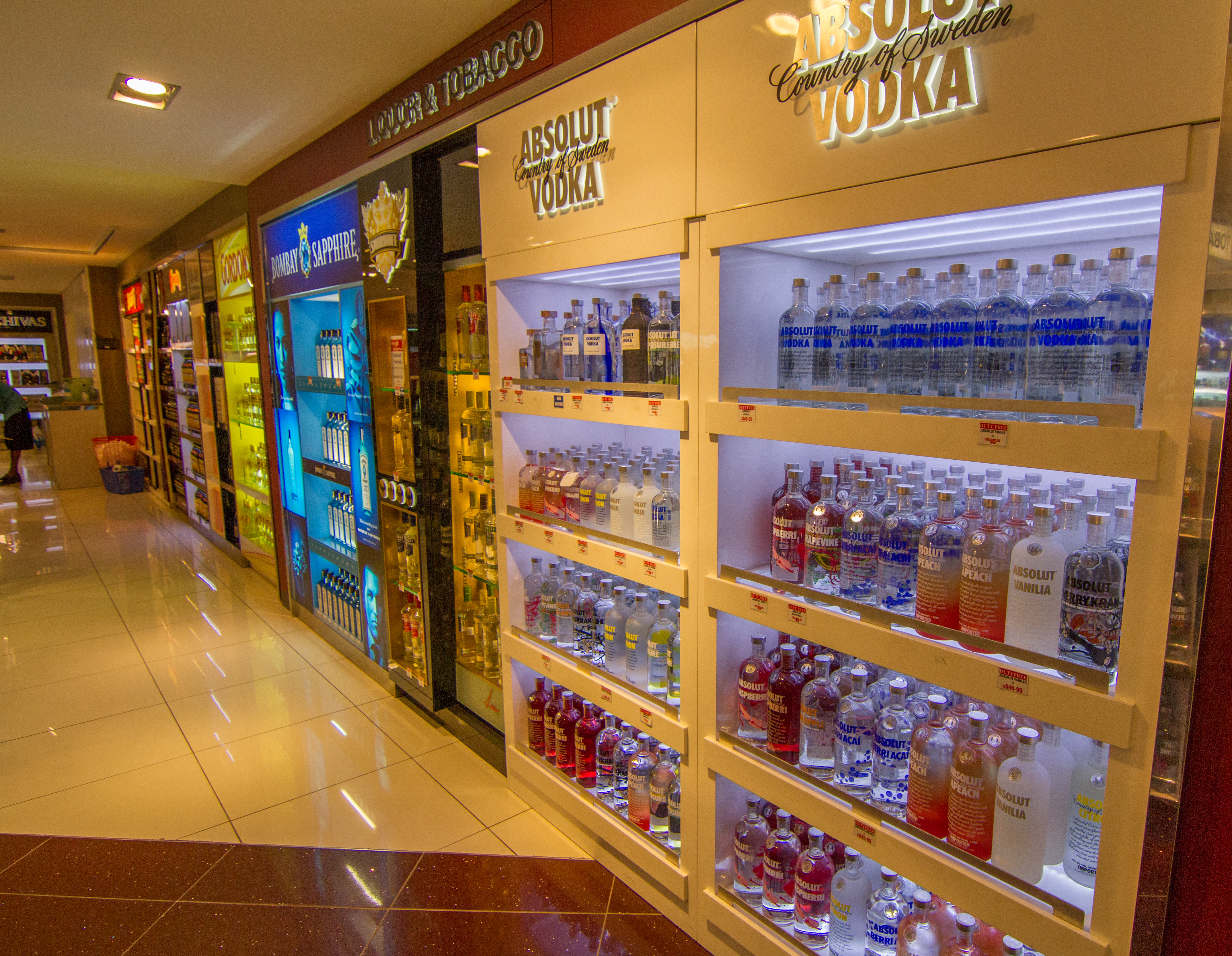
Absolut Vodka у магазині безмитної торгівлі в аеропорту Нанді, Фіджі

- Absolut Vodka Masquerade, Абсолют Маскарад — класична Горілка Абсолют в подарунковій упаковці.
- Absolut Vodka Disco, Абсолют Диско — класична Горілка Абсолют в подарунковій упаковці.
- Absolut Rock Edition, Абсолют Рок — класична Горілка Абсолют в подарунковій упаковці, випущена з приводу 40-річної річниці фестивалю Woodstock.
- Absolut Colors — лімітована «райдужна» серія за мотивами прапора LGBT-руху, який у 2008 році відзначає своє тридцятиріччя і «пройшло майже тридцять років з тих пір, як Absolut випустив свою першу LGBT-рекламу».[5]

### Рекорди
У 1998 р. американський дует «Арт гайз» Майкл Гелбрет і Джек Месінг отримали завдання створити щит з текстом: «Абсолютна Тисяча Шарів Фарби» для реклами горілки «Абсолют». На стенді в Х'юстоні (Техас, США) зображена пляшка висотою 4,27 м протягом 7 місяців Бернард Бранон покривав щит 1 000 шарів фарби різних кольорів.